# Щербак Юрій Миколайович
Ю́рій Микола́йович Щерба́к (нар. 12 жовтня 1934, Київ) — український письменник, сценарист, публіцист, політик, діяч екологічного руху, дипломат, лікар-епідеміолог. Доктор медичних наук (1983 рік). Почесний доктор медицини Національного медичного університету імені О. О. Богомольця (2014 рік), професор. Лауреат Літературної премії ім. Ю. Яновського (1984).
Голова Комітету з Національної премії імені Тараса Шевченка (23 грудня 2016 — 19 грудня 2019).

## Біографія
Народився 12 жовтня 1934 року в Києві. Під час німецько-радянської війни його було евакуйовано в Росію, звідки на початку березня 1944 року він повернувся в рідне місто. У 1958 році закінчив Київський медичний інститут за фахом «санітарний лікар».
У 1958–1987 роках працював у Київському науково-дослідному інституті епідеміології та інфекційних хвороб імені Л. В. Громашевського молодшим, а потім і старшим науковим співробітником. Займався профілактикою сказу, брав також участь у боротьбі з епідеміями холери та іншими захворюваннями на території України та Узбекистану, за що нагороджений орденом Трудового Червоного Прапора.
Кандидатська (1965) і докторська (1983) дисертації — з епідеміології особливо небезпечних інфекційних хвороб.
З 28 березня 2014 року Ю. М. Щербак — голова Наглядової ради Національного медичного університету імені О. О. Богомольця.
Був головою Комітету з Національної премії України імені Тараса Шевченка (з березня 2016 по грудень 2019).
Володіє польською й англійською мовами. Доктор медичних наук. Академік Української екологічної академії наук. Із січня 1999 р. — державний службовець 3-го рангу.
Дружина Марія Йосипівна та син Ярослав, лікар-кардіолог, померли у 2020 році від коронавірусної хвороби 2019. Має дочку Богдану. Його старшого брата Миколу — зоолога, завідувача Зоологічного музею НАН України — ще в молодості звинувачено МДБ в націоналізмі й засуджено.

## Літературна діяльність
Літературну діяльність почав у середині 1950-х років як активний член літературного об'єднання свого інституту. У студентській газеті «Медичні кадри» він опублікував перші оповідання та сатиричні «мальовані рецензії» в дусі літературних прямувань народжуваного тоді руху «шестидесятників». Перша повість «Як на війні» (1966) розповідає про будні радянських медиків, а перші свої оповідання, опубліковані в журналі «Юність», навіть оформив власними малюнками.
З 1966 року — член Спілки письменників України (у 1987—1991 рр. — Секретар правління), з 1971 року — Спілки кінематографістів України.
У 1975 році в Харківському академічному театрі ім. О. Пушкіна п'єсою «Відкриття» він дебютував як драматург. Прекрасно володіючи польською мовою, перекладав поезію польських авторів, неодноразово читав студентам Варшавського університету лекції.
Більшу частину його творів можна віднести до умовного жанру «міської прози». Він автор роману про проблеми трансплантації серця «Бар'єр несумісності», документального роману «Причини і наслідки» про боротьбу зі сказом, повістей, збірок новел, віршів і п'єс, а також ряду кіносценаріїв художніх, науково-публіцистичних та документальних фільмів. Твори Юрія Щербака перекладали мовами народів колишнього СРСР і видавали на території соціалістичних країн. За збірку новел «Світлі танці минулого» удостоєний літературної премії Юрія Яновського (1984), за кіносценарій фільму «Державне відношення» — премії імені Олександра Довженка. Як публіцист Ю. Щербак здобув популярність своїми статтями про Чорнобильську трагедію, які публікувалися в українській і московській пресі.
У повісті «Хроніка міста Ярополя», опублікованій в 1968 році й переробленій у 1983-му році, описана гротескно-фантастична історія невеликого містечка Ярополя, в якій у літописній манері розповідається про реальні й неймовірні події, які відбуваються тут протягом кількох століть. У повісті поєднуються елементи наукової фантастики, легенди й казки. Крім того, перу Щербака належать також декілька фантастичних оповідань: «Допит», «Синтез», «Одіссея-2482» тощо.

## Політична діяльність
Після розпаду СРСР і здобуття Україною незалежності він відійшов від літературної творчості й зайнявся політикою. У 1991 році оприлюднив заяву, в якій сказав, що відтепер не займатиметься так званим «красним письменством», тобто не буде писати романів чи оповідань «Про Васі і Асі, Вані та Ані». У 1998 році Український науковий Інститут Гарвардського університету видав політико-публіцистичну книгу Щербака «Стратегічна роль України» (The Strategic Role of Ukraine) англійською мовою, а в 2003 році вийшла його публіцистична книга «Україна: виклик і вибір (Перспективи України в глобалізованому світі XXI століття)».
Один із засновників і голова Української екологічної асоціації "Зелений світ", перший лідер Партії зелених України.
1989–1991 — народний депутат СРСР, член опозиційної Міжрегіональної депутатської групи, очолюваної академіком Андрієм Сахаровим, член Верховної Ради СРСР, голова підкомітету з питань ядерної енергетики і екології.
1990—1992 — голова Партії зелених України.
19 червня 1991 — 16 жовтня 1992 — перший міністр охорони навколишнього середовища незалежної України, член Ради Національної безпеки України.
1992–1994 — Надзвичайний і Повноважний Посол України в Ізраїлі.
1994–1998 — Надзвичайний і Повноважний Посол України в США (з 1997 р. — також посол України в Мексиці — за сумісництвом).
1998–2000 — радник Президента України.
2000–2003 — Надзвичайний і Повноважний Посол України в Канаді (одночасно — представник України при Міжнародній організації цивільної авіації (ICAO, Оттава).
З грудня 2009 — один із засновників та член Ради із зовнішньої та безпекової політики.
Академік Академії економічних наук України.

## Громадська позиція
У липні 2018 року підтримав відкритий лист українських діячів культури до ув'язненого в Росії українського режисера Олега Сенцова.

## Нагороди та премії
- Орден Свободи (25 червня 2016) — за значний особистий внесок у державне будівництво, соціально-економічний, науково-технічний, культурно-освітній розвиток України, вагомі трудові здобутки та високий професіоналізм[10]
- Орден «За заслуги» II ст. (16 січня 2009) — за вагомий особистий внесок у справу консолідації українського суспільства, розбудову демократичної, соціальної і правової держави та з нагоди Дня Соборності України[11]
- Почесна відзнака Президента України (22 серпня 1996) — за визначні досягнення у праці, що сприяють економічному, науково-технічному і соціально-культурному розвиткові України, зміцненню її державності і міжнародного авторитету, та з нагоди п'ятої річниці незалежності України[12]
- Лауреат премії ім. Ю. Яновського (1984)
- Премія фундації Антоновичів (2018)

## Літературні твори
- 1966 Як на війні (збірка оповідань і повістей)
- 1968 Хроніка міста Ярополя
- 1971 Бар'єр несумісності (роман)
- 1973 Маленька футбольна команда (збірка оповідань і повістей)
- 1986 Причини і наслідки (документальний роман про боротьбу зі сказом)
- 1987 Чорнобиль (документальна повість) [Архівовано 9 липня 2021 у Wayback Machine.]
- 2003 Україна: виклик і вибір. Перспективи України в глобалізованому світі XXI століття
- 2010 Україна в зоні турбулентності
- 2011 Час смертохристів: Міражі 2077 року (гостросюжетний політичний трилер)
- 2012 Час Великої Гри. Фантоми 2079 року
- 2014 Час тирана. Прозріння 2084 року
- 2021 Мертва пам'ять. Голоси і крики. Книга підсумків і пророцтв
- п'єси
- кіносценарії

## Кінематографічні роботи
Автор дикторського тексту до стрічки «Ранкові острови» (1966), сценаріїв фільмів:
- «Ми студенти різних континентів»,
- «Вони відстояли весну» (1965),
- «Ранкові острови» (1966),
- «Сини Баштанської республіки» (1967),
- «Роки і секунди»,
- «Карантин» (1968),
- «Хортиця» (1969),
- «Шлях до серця» (1970),
- «В. М. Глушков, кібернетик» (1980, у співавт.),
- «Острів співучих пісків» (1981, т/ф),
- «Відкриття» (1982, т/ф),
- «Державне ставлення» (1983),
- «<єНаближення до майбутнього» (1986, у співавт.) та ін.

За його оповіданням «Гармонійне натхнення» знято телефільм «Якось у грудні» (1988).